# Галактионова, Ирина Игоревна
Ирина Игоревна Галактионова (22 декабря 1992, Сторожевка, Татищевский район, Саратовская область) — российская футболистка, защитница, тренер.

## Биография
Начала выступать во взрослом футболе в 2010 году, когда была создана команда «Виват-Волжанка» (Саратов). В составе этого клуба спортсменка провела несколько сезонов в первом дивизионе России.
В 2014 году перешла в клуб высшей лиги «Измайлово» (Москва). Дебютный матч в чемпионате страны провела 13 апреля 2014 года против «Зоркого», отыграв все 90 минут, а всего за сезон сыграла 3 матча. В 2015 году играла за другой московский клуб высшей лиги — «Чертаново», в его составе сыграла 10 матчей, но после травмы была вынуждена покинуть команду.
В ходе сезона 2016 года перешла в «Дончанку» (Азов) и стала победительницей первого дивизиона России. В межсезонье во второй раз за два года получила серьёзную травму — разрыв крестообразных связок, после чего была вынуждена завершить карьеру. Хотя была заявлена на сезон 2017 года в высшей лиге, но ни одного матча в турнире не сыграла.
По состоянию на 2019 год работала тренером молодёжного состава «Дончанки» (клуб за это время перебазировался в г. Новошахтинск).
В 2023 году тренировала возрождённую команду «Спартак» в розыгрыше Первой лиги 2023.